# 云南盆距兰
云南盆距兰（学名：Gastrochilus yunnanensis）为兰科盆距兰属下的一个种。分布于孟加拉国、泰国北部、越南北部，以及中国的云南和西藏。其种加词 yunnanensis 意为“云南的”。